# J.G. Parry-Thomas
J.G. Parry-Thomas, właśc. John Godfrey Parry-Thomas (ur. 6 kwietnia 1884 w Wrexham, zm. 3 marca 1927 w Pendine Sands) – brytyjski kierowca wyścigowy.

## Życiorys
Urodził się 6 kwietnia 1884 w Wrexham w północno-wschodniej Walii.
Po zakończeniu studiów został inżynierem w Leyland Motors, gdzie zaprojektował samochód Leyland Eight. W tymże samochodzie przejechał okrążenia testowe na torze Brooklands. Doświadczenia z jazdy wpłynęły na decyzję Brytyjczyka o porzuceniu pracy w Leyland i rozpoczęcie kariery inżyniera i kierowcy wyścigowego.
Podjął współpracę z nowozelandzkim inżynierem Kenem Taylorem, z którym w siedzibie przy torze Brooklands rozwijali i przystosowywali do wyścigów samochody Leylanda pod nazwą Leyland-Thomas. W latach 1924–1925 Parry-Thomas wielokrotnie bił rekord prędkości toru Brooklands osiągając ostatecznie 129,36  mil/h. Ponadto 19 października 1924 roku wygrał wyścig o GP de l’Ouverture zaliczany do cyklu Grand Prix.
Po śmierci Louisa Zborowskiego wykupił samochód Higham Special z majątku Zborowskiego. Zmodyfikował silnik, montując tłoki własnej konstrukcji, a także zmieniając gaźnik. W samochodzie o nazwie „Babs” w 1926 roku dwukrotnie ustanowił nowy rekord prędkości na lądzie, osiągając ostatecznie 172,331 mil/h.
Podczas kolejnej próby bicia rekordu świata prędkości na lądzie na walijskim wybrzeżu Pendine Sands doszło do tragicznego wypadku. 3 marca 1927 roku, przy dużej prędkości, został zerwany prawy łańcuch napędowy i uderzył w głowę kierowcy, który stracił kontrolę nad pojazdem. Samochód wielokrotnie dachował przy prędkości ponad 100 mil/h. 
Zmarł w wyniku dużych obrażeń głowy.